# セルゲイ・ラグティン
セルゲイ・ラグティン（ロシア語: Сергей Лагутин、1981年1月14日 - ）は、ウズベキスタン、フェルガナ出身の自転車競技（ロードレース）選手。

## 経歴
2004年、ラントバウクレデット・コルナゴと契約を結んでプロ転向。
2009年、ヴァカンソレイユ・DCMに移籍。ブエルタ・ア・エスパーニャ初出場、総合104位。
2014年からロシア人として選手登録を行う。
2015年、チーム・カチューシャへ移籍。
2016年、ブエルタ・ア・エスパーニャ第8ステージにて、35歳というキャリア終盤ながら一級山岳を制し、自身初のグランツール優勝を飾った。
2017年よりガスプロム・ルスヴェロに移籍し、2018年シーズン終了後に引退した。
2021年よりチーム・ノボノルディスク=デベロップメント・チームのスポーツディレクターを務める。

## 主な戦績

### 2003年
- 世界選手権自転車競技大会・U23個人ロードレース　優勝
- パリ〜ルーベ・U23部門　優勝
- ラ・ルー・トゥランジェル　優勝

### 2004年
- ウズベキスタン選手権　優勝（個人タイムトライアル(ITT)）

### 2005年
- ウズベキスタン選手権　優勝（個人ロード、個人タイムトライアル）
- カンピウンスハップ・ファン・フラーンデレン　優勝

### 2006年
- ウズベキスタン選手権　優勝（個人ロード、個人タイムトライアル）
- ツール・ド・トゥーナ　総合優勝

### 2008年
- ツール・ド・コリア＝ジャパン　総合優勝
- ウズベキスタン選手権　優勝（個人ロード）

### 2009年
- ウズベキスタン選手権　優勝（個人ロード）
- ブエルタ・ア・エスパーニャ初出場、総合104位。

### 2010年
- ウズベキスタン選手権　優勝（個人ロード）
- シルキュイ・ド・ロレーヌ　5位
- グランプリ・ディスベルグ　9位
- グランプリ・ド・フルミー　9位
- ツール・ド・ポローニュ　総合10位

### 2011年
- ウズベキスタン選手権　優勝（個人ロード）
- ブエルタ・ア・エスパーニャ　総合15位
- クラシック・ロワール＝アトランティック　5位
- クリテリウム・アンテルナシオナル　10位

### 2012年
- グロサー・プライス・デス・カントン・アールガウ　優勝
- ウズベキスタン選手権　優勝（個人ロード）
- ロンドン五輪・個人ロード 5位
- グロサー・プライス・デス・カントン・アールガウ　優勝
- ブエルタ・ア・アンダルシア　5位

### 2013年
- ツール・デュ・リムザン　4位
- ローマ・マキシマ　9位

### 2014年
- グランプリ・ド・ソチ　区間優勝（第1ステージ）
- グランプリ・オブ・アディゲヤ　総合2位
- メイヤー・カップ　優勝
- ファイヴ・リングス・オブ・モスコー　総合2位、区間優勝（第3ステージ）

### 2015年
- ロシア選手権　3位（ロードレース）
- ツール・ド・ワロニー　総合3位

### 2016年
- ロシア選手権　3位（ロードレース）
- ブエルタ・ア・エスパーニャ　区間優勝（第8ステージ）